# Núcleo de población
Núcleo de población es una forma genérica de designar a los asentamientos de población que forman un núcleo definido. Caracterizan una forma de poblamiento que contrasta con el poblamiento diseminado.

## España
El Instituto Nacional de Estadística de España considera núcleo de población a un conjunto de al menos diez edificaciones que estén formando calles, plazas y otras vías urbanas. Por excepción, el número de edificaciones podrá ser inferior a 10, siempre que la población que habita las mismas supere los 50 habitantes. Se incluyen en el núcleo aquellas edificaciones que, estando aisladas, distan menos de 200 metros de los límites exteriores del mencionado conjunto, si bien en la determinación de dicha distancia han de excluirse los terrenos ocupados por instalaciones industriales o comerciales, parques, jardines, zonas deportivas, cementerios, aparcamientos y otros, así como los canales o ríos que puedan ser cruzados por puentes.
Las edificaciones o viviendas de una entidad singular de población que no pueden ser incluidas en el concepto de núcleo se consideran « en diseminado ».
Una entidad singular de población puede tener uno o varios núcleos, o incluso ninguno, si toda ella se encuentra en diseminado.
Ninguna vivienda puede pertenecer simultáneamente a dos o más núcleos, o a un núcleo y un diseminado.